# Magdalénský Mlýn
Magdalénský Mlýn (německy Mackelmuehle, Mackl Mühle) je údolní osada na řece Bystřici, patřící k obci Jívová v okrese Olomouc v pohoří Nízký Jeseník v Olomouckém kraji. Původně měla osada německé osídlení, které bylo ukončeno vysídlením Němců z Československa roku 1946. Osada se nachází v přírodním parku Údolí Bystřice.

## Budovy na levém břehu řeky Bystřice
Budovy na levém břehu Bystřice využívá Armáda České republiky jako školicí, výcvikové, rekreační a sportovní objekty (budovy a chatky) pod názvem VŠZ Jívová - školící zařízení Magdalenský Mlýn, které leží na hranici vojenského újezdu Libavá. V minulosti se v Magdalénském Mlýnu nacházel populární zájezdní hostinec, který je dnes přeměněn na vojenskou budovu. Jsou zde také ruiny (pozůstatky základů), bývalého vodního mlýna a vodní pily s vodními koly na vrchní vodu. Pohon mlýna a pily byl zajišťován náhonem z řeky Bystřice. Levý břeh je, bez příslušného povolení, nepřístupný.

## Budovy na pravém břehu řeky Bystřice
Budovy na pravém břehu řeky Bystřice patří chatařům.

## Další informace
Kolem místa vede silnice a turistické a cykloturistické stezky, z nichž nejznámější je naučná stezka Údolím Bystřice. Místo je přístupné také z blízké železniční zastávky Jívová, případně z opačného směru po lesní cestě od Panského Mlýna.